# ويمبلينغتون (كامبريدجشير)
ويمبلينغتون (بالإنجليزية: Wimblington)‏ هي قرية و أبرشية مدنية تقع في المملكة المتحدة في إنجلترا. يقدر عدد سكانها بـ 1,700 نسمة .